# Angolo Terme
Angolo Terme (Àngol in dialetto camuno) è un comune italiano di 2 328 abitanti, della Val Camonica, provincia di Brescia in Lombardia. È una stazione di cura e soggiorno grazie alle acque termali, al clima mite e alle stazioni sciistiche del Colle Vareno e del Monte Pora. Ha avuto un rilevante sviluppo dal 1960 quando iniziò a svilupparsi l'attività turistica.

## Geografia fisica

### Territorio
Centro delle Prealpi Lombarde, situato nella bassa Valle di Scalve, giace sulla riva destra del torrente Dezzo, che scende dall'omonima valle. Il paese dà il nome alla Val d'Angolo.
È attraversato dalla Strada statale 294 della Val di Scalve.
Fa parte del comprensorio di Angolo Terme anche il Colle Vareno a quota 1.373 m.
La località si presenta caratterizzata da boschi di abeti bianchi e rossi e da pascoli con le tipiche malghe. In estate si possono effettuare numerose escursioni naturalistiche. La presenza di impianti sciistici collegati a quelli del Monte Pora, uniti alle bellezze paesaggistiche, rappresentano motivo di attrazione turistica invernale.
Sempre nel territorio comunale di Angolo, è il Lago Moro, piccolo lago alpino e nota meta di turisti durante l'estate.
Angolo dà anche il nome a una formazione geologica sedimentaria del Triassico medio (Calcare di Angolo).
(Gregorio Brunelli, «Curiosi trattenimenti contenenti ragguagli sacri e profani dei popoli camuni», 1698)

### Clima
Il clima a Angolo Terme è freddo e moderato, con piovosità significativa durante tutto l'anno.
La temperatura media annuale è di 7,2 °C, essendo luglio il mese con temperature più alte (21,2 °C) e gennaio il mese con temperature più basse (-8,4 °C).
La piovosità media annuale è di 1807 mm. In particolare le piogge sono più scarse nel mese di gennaio (67 mm) e più abbondanti nel mese di giugno (213 mm).
| [ 5 ]               | Mesi | Mesi | Mesi | Mesi | Mesi | Mesi | Mesi | Mesi | Mesi | Mesi | Mesi | Mesi | Stagioni | Stagioni | Stagioni | Stagioni | Anno  |
| [ 5 ]               | Gen  | Feb  | Mar  | Apr  | Mag  | Giu  | Lug  | Ago  | Set  | Ott  | Nov  | Dic  | Inv      | Pri      | Est      | Aut      | Anno  |
| ------------------- | ---- | ---- | ---- | ---- | ---- | ---- | ---- | ---- | ---- | ---- | ---- | ---- | -------- | -------- | -------- | -------- | ----- |
| T. max. media (°C)  | 2,4  | 3,2  | 7,0  | 10,8 | 15,6 | 19,6 | 21,2 | 20,9 | 17,0 | 12,7 | 7,2  | 3,4  | 3,0      | 11,1     | 20,6     | 12,3     | 11,7  |
| T. min. media (°C)  | −8,4 | −7,2 | −2,6 | 0,8  | 5,2  | 9,6  | 11,6 | 11,6 | 8,3  | 4,6  | −0,5 | −5,7 | −7,1     | 1,1      | 10,9     | 4,1      | 2,3   |
| Precipitazioni (mm) | 67   | 70   | 92   | 158  | 197  | 213  | 204  | 199  | 170  | 174  | 177  | 86   | 223      | 447      | 616      | 521      | 1 807 |

## Storia

### Antichità
Angolo è di origine molto antica: era un importante centro minerario fin dal IV secolo a.C. circa e si caratterizzò come centro di produzione agricola e artigianale.

### Medioevo
Già dal XII secolo la sua storia fu strettamente legata a quella della nobile famiglia Federici. Nel 1335 Luchino Visconti concede con un privilegio la facoltà di estrarre ferro nella zona, concedendo il feudo ai Federici.
Nel 1440 anche il vescovo di Brescia concesse diritto di decima alla famiglia Federici. Nel 1403 Caterina Visconti concesse all'ormai potente famiglia dei Federici di Angolo i possedimenti degli Antonioli di Grevo in cambio dell'appoggio a lei offerto.
Nel 1408 il comune di Angolo passò a Pandolfo Malatesta, che lo concesse a Comincino Federici, temporaneamente schierato con i guelfi, fino al 1419, quando ritornò sotto l'ala ghibellina dei Visconti.

### Età moderna
Nel 1509 Angolo (chiamato Anghol) compare nella mappa della Valle Camonica, disegnata da Leonardo da Vinci e conservata a Windsor.

### Età contemporanea
Tra il 1810 ed il 1813 presso il cortile della casa Laini si fabbricarono bombe ed armi per le armate napoleoniche. Il declino di questa famiglia seguì quello dell'imperatore còrso.
Nel 1846 il comune di Angolo, posto amministrativamente in provincia di Bergamo, chiese di tornare in provincia di Brescia.
Nel 1862 terminò la costruzione della strada per la Val di Scalve, lunga 13 km, che aggirò il Passo di Giogo. Fu un progetto dell'ingegner Paolo Fiorini di Darfo.
Nel 1923 diverse case subirono danni dal cedimento della diga del Gleno. Tra gli abitanti ci furono 46 morti.
Dal 1963 il nome del paese è stato modificato da Angolo in Angolo Terme per rimarcare la vocazione turistica del territorio.

### Feudatari locali
Famiglie che hanno ottenuto l'infeudazione vescovile dell'abitato:
| Famiglia | Stemma | Periodo  |
| Federici |        | 1335 - ? |

### Simboli
Lo stemma e il gonfalone di Angolo Terme sono stati concessi con decreto del presidente della Repubblica del 10 giugno 1966.
È rappresentato un paesaggio alpino con vette innevate, abeti, cervi e un ponte su un fiume che si riferisce al torrente Dezzo che scorre sul fondo dell'abitato.
Il gonfalone è un drappo di azzurro.

## Monumenti e luoghi d'interesse

### Architetture religiose
Le chiese di Angolo Terme sono:

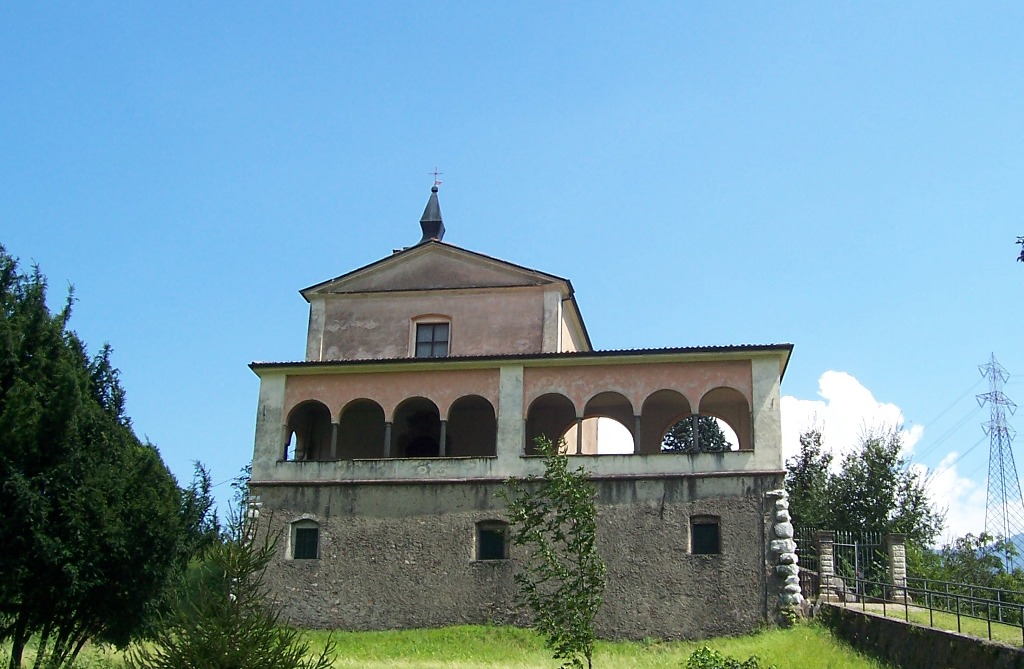
Chiesa di San Silvestro

- Chiesa di San Lorenzo Martire, di origine antica, è stata rifatta nel 1694 ed ampliata in seguito nel 1757. Il campanile turrito risale al 1500.
- Chiesa di Santa Elisabetta (o della visitazione): sorge lungo la strada che porta in Val di Scalve, è stata edificata tra il XV ed il XVI secolo. All'interno è possibile ammirare affreschi di scuola milanese e una statua risalente al 1700 raffigurante la Madonna.
- Eremo o Chiesa ausiliaria di San Silvestro: costruito nella prima metà del Cinquecento, la tradizione vuole che sorga al di sopra di un cimitero per appestati. La chiesa è a unica navata con volta a botte. Le lesene sorreggono due archi semicircolari. La pala dell'altare maggiore, di pregevole fattura, si attribuisce a Giacomo Cossali. Dalla chiesa si può ammirare il bel panorama che da sulla valletta di Angolo e sulla Presolana.
- Chiesetta degli Alpini, realizzata negli anni ottanta in onore degli alpini del paese.

### Architetture civili
- Ex palazzo Albrici-Federici: del secolo XVI con portale in pietra di Sarnico.
- Palazzo Laini: la prima porzione della costruzione risale al 1500, mentre quella più recente è stata eretta nel 1768. All'interno vi sono numerosi camini in marmo, soffitti decorati e pitture.
- Palazzo Morosini

### Centro storico
Passeggiando nel centro storico di Angolo è possibile ammirare numerose fontane, realizzate in pietra Simona. La più interessante è sicuramente la fontana dell'Olmo, in via Timo Bortolotti, di semplice ma elegante fattura. Inoltre sono visibili testimonianze del passato in molte abitazioni, per esempio portali in pietra, affreschi, volte e balconi lignei.

## Società

### Evoluzione demografica
Abitanti censiti

### Tradizioni e folclore
Gli scütüm sono nei dialetti camuni dei soprannomi o nomiglioli, a volte personali, altre indicanti tratti caratteristici di una comunità. Quello che contraddistingue gli abitanti di Angolo Terme è Treàangoi.

## Cultura
Numerose le attività di volontariato che animano il paese con manifestazioni di vario genere durante tutto l'anno. Tra le principali la sagra patronale di San Lorenzo, il Poker della Montagna, la festa dell'anziano, concerti e spettacoli all'interno del piccolo teatro parrocchiale e anche numerose gare sportive.

## Geografia antropica

### Frazioni
Le frazioni di Angolo terme sono:
- Anfurro
- Mazzunno
- Terzano scutum: tersàgoi - Schitù

### Località
- Cantoniera della Presolana
- Colle Vareno

## Amministrazione
| Periodo         | Periodo         | Primo cittadino                | Partito                 | Carica      | Note   |
| --------------- | --------------- | ------------------------------ | ----------------------- | ----------- | ------ |
| 23 aprile 1993  | 14 giugno 1999  | Luigi Sorlini                  | DC / lista civica       | Sindaco     | [ 14 ] |
| 14 giugno 1999  | 5 giugno 2003   | Mario Maisetti                 | Lega Lombarda-Lega Nord | Sindaco     | [ 14 ] |
| 5 giugno 2003   | 19 aprile 2004  | Antonio Giaccari               |                         | Commissario | [ 14 ] |
| 19 aprile 2004  | 14 giugno 2004  | Sebastiano Di Marco Pizzongolo |                         | Commissario | [ 14 ] |
| 14 giugno 2004  | 8 giugno 2009   | Mario Maisetti                 | Lega Lombarda-Lega Nord | Sindaco     | [ 14 ] |
| 8 giugno 2009   | 12 marzo 2010   | Riccardo Minini                | Lega Lombarda-Lega Nord | Sindaco     | [ 14 ] |
| 12 marzo 2010   | 14 gennaio 2011 | Zaira Romano                   |                         | Commissario | [ 14 ] |
| 14 gennaio 2011 | 26 maggio 2014  | Riccardo Minini                | Lega Lombarda-Lega Nord | Sindaco     | [ 14 ] |
| 26 maggio 2014  | 10 giugno 2024  | Alessandro Morandini           | lista civica            | Sindaco     | [ 14 ] |
| 10 giugno 2024  | in carica       | Cristian Zanelli               | lista civica            | Sindaco     | [ 14 ] |

## Sport

### Eventi sportivi
Il 29 maggio 2004 la 19ª tappa del Giro d'Italia 2004 si è conclusa al Passo della Presolana con la vittoria di Stefano Garzelli.
Il 30 maggio 2008 la terzultima tappa del Giro d'Italia si è conclusa al monte Pora passando dal comune di Angolo Terme con la vittoria di Vasil' Kiryenka e Danilo Di Luca secondo.
Ogni anno viene organizzata la gara podistica Angolo-Vareno che dalla piazza del municipio arriva al Colle Vareno, a 1200 m s.l.m.
Un altro appuntamento importante è il Trofeo Sergio Fiora, corsa di 8 km all'interno del Parco del Lago Moro.